# Liste der Monuments historiques in Lambersart
Die Liste der Monuments historiques in Lambersart führt die Monuments historiques in der französischen Gemeinde Lambersart auf.

## Liste der Bauwerke
| Bezeichnung         | Beschreibung | Standort                           | Kennzeichnung | Schutzstatus | Datum | Bild           |
| ------------------- | ------------ | ---------------------------------- | ------------- | ------------ | ----- | -------------- |
| Art-Déco-Haus       |              | 60, avenue Bailly-Ducroquet (Lage) | PA59000060    | Inscrit      | 2000  | weitere Bilder |
| Maison Sdez         |              | 309, avenue de l’Hippodrome (Lage) | PA59000069    | Inscrit      | 2001  |                |
| Villa Saint-Charles | Erbaut 1891  | 193, avenue de l’Hippodrome (Lage) | PA59000061    | Inscrit      | 2000  | weitere Bilder |
| Villa Saint-Georges |              | 218, avenue de l’Hippodrome (Lage) | PA59000077    | Inscrit      | 2001  |                |

## Liste der Objekte
- Monuments historiques (Objekte) in Lambersart in der Base Palissy des französischen Kultusministeriums